# BEST REGARDS
『BENTLEY BEST REGARDS』（ベントレー ベストリガーズ）は、2022年4月1日から同年12月30日までJ-WAVEで放送されていたラジオ番組である。ベントレーの一社提供。

## 概要
SOIL&"PIMP"SESSIONSの社長がナビゲーターを務めていた音楽番組で、毎週金曜 22:00 - 22:30（日本標準時）に放送。J-WAVEのポッドキャストサービス「SPINEAR」でも毎週金曜日の夜に配信されていた。
番組ハッシュタグは「#REGARDS_813」。